# Amitanru I
Amitanru I (Ammittamru I) ou Amistanru I (Amishtammru I) foi um rei de Ugarite que governou c. 1 350 a.C.. Sua primeira menção ocorre na EA 45 enviada por ele ao Egito, no fim do reinado de Amenófis III ou nos primeiros anos de Amenófis IV. A carta danificada inclui promessas enfáticas de lealdade ao Egito, já que se diz que a ocasião são as ameaças repetidas de um rei de uma terra cujo nome está quebrado, possivelmente a terra dos hititas devido à sua longa luta com os egípcios. Outro bom exemplo para essas cartas que mostram submissão ao Egito é o KTU 2.23 = RS 16.078 + .15-24 enviado a um faraó contemporâneo que diz:
| “ | ... E sou [teu servo] que imploras por [vida] ao Sol, o grande rei, meu senhor. Então não oro pela vida de sua alma diante de Baal Safom, meu senhor, e por dias para meu senhor diante de Amom e diante dos deuses do Egito que protegem a alma do Sol, o grande rei, meu senhor? | ” |

Após sua morte, foi sucedido por seu filho Niquemadu II.